# Wang Fang (Wang Mang)

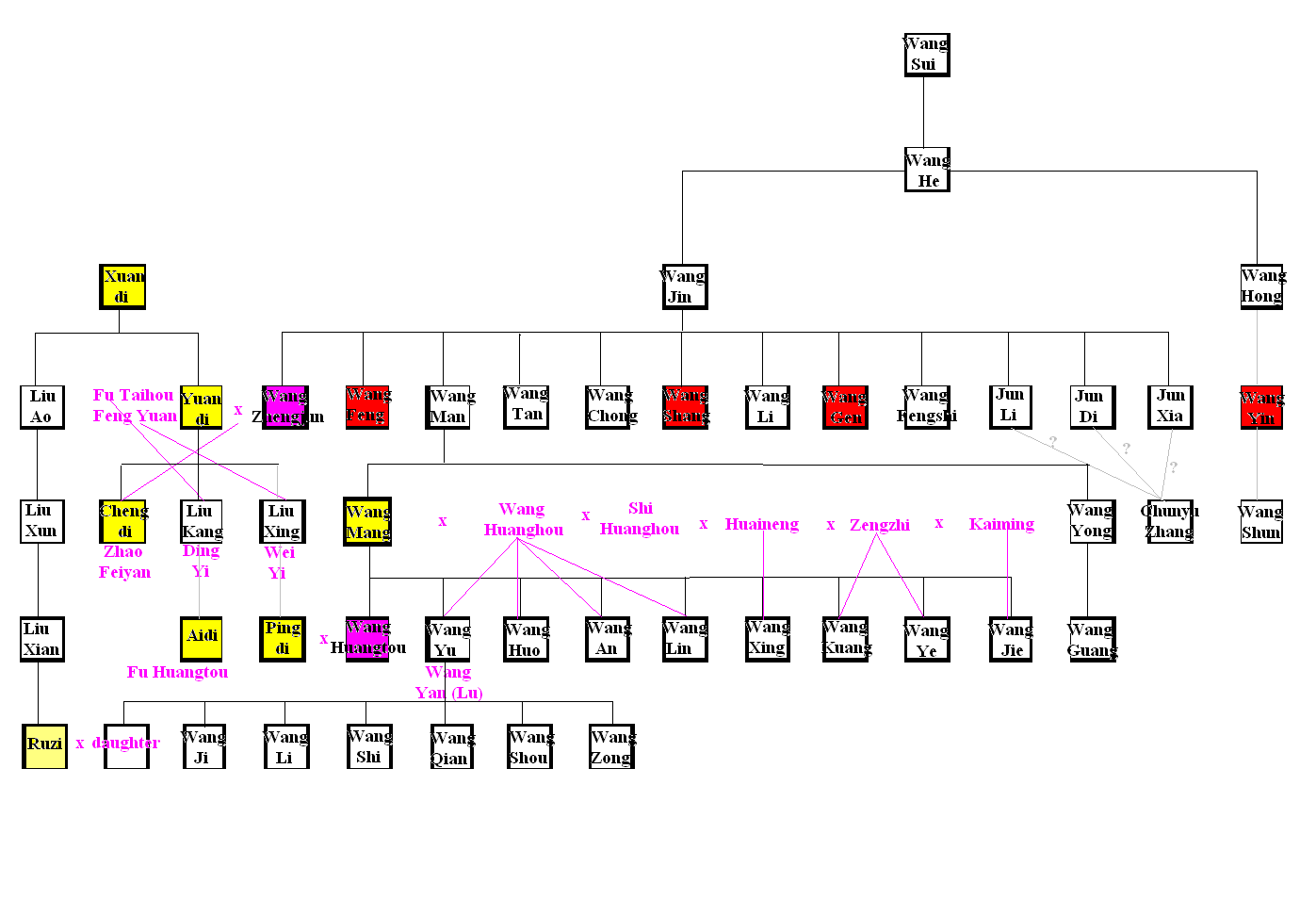
Stamboom van de familie Wang

Wang Fang (†18 na Chr.) was een kleindochter van de Chinese keizer Wang Mang. Haar vader was Wang Yu, de oudste zoon van Wang Mang.

## Biografie
Wang Fang was een dochter van Wang Yu. Nadat die betrokken was geraakt bij een complot tegen zijn vader Wang Mang, werd Wang Yu door hem in het jaar 3 na Chr. gedwongen tot zelfmoord. Ook Lü Yan, zijn echtgenote en de moeder van Wang Fang was betrokken bij dat complot. Zij werd daarvoor eveneens geëxecuteerd, maar pas nadat zij haar zwangerschap had kunnen voltooien. Het blijft onduidelijk van wie zij toen in verwachting was.
Wang Fang was gehuwd met Wang Xing (王興), een generaal van de paleiswachten (衛將軍, wei jiangjun). In het jaar 18 werd Wang Fang ervan beschuldigd tot geesten en goden te hebben gebeden om zo over haar schoonmoeder onheil te brengen. Vervolgens zou ze haar dienstmaagd hebben vermoord om haar het zwijgen op te leggen. Nadat zij in opdracht van haar grootvader, keizer Wang Mang was ondervraagd, bekende zij. Volgens juan 99 van het Boek van de Han (Hanshu) pleegden daarop zowel Wang Fang als Wang Xing zelfmoord.